# Usiacurí
Usiacurí est une municipalité située dans le département d'Atlántico, en Colombie.

## Démographie
Selon les données récoltées par le DANE lors du recensement de la population colombienne en 2005, Usiacurí compte une population de 8 561 habitants.

## Liste des maires
- 2012 - 2015 : William Pastor Bresneider Alvear
- 2016 - 2019 : Ronald Emil Padilla Acuña
- 2020 - 2023 : Katherine Luz Pasos Zapata (Cambio Radical)

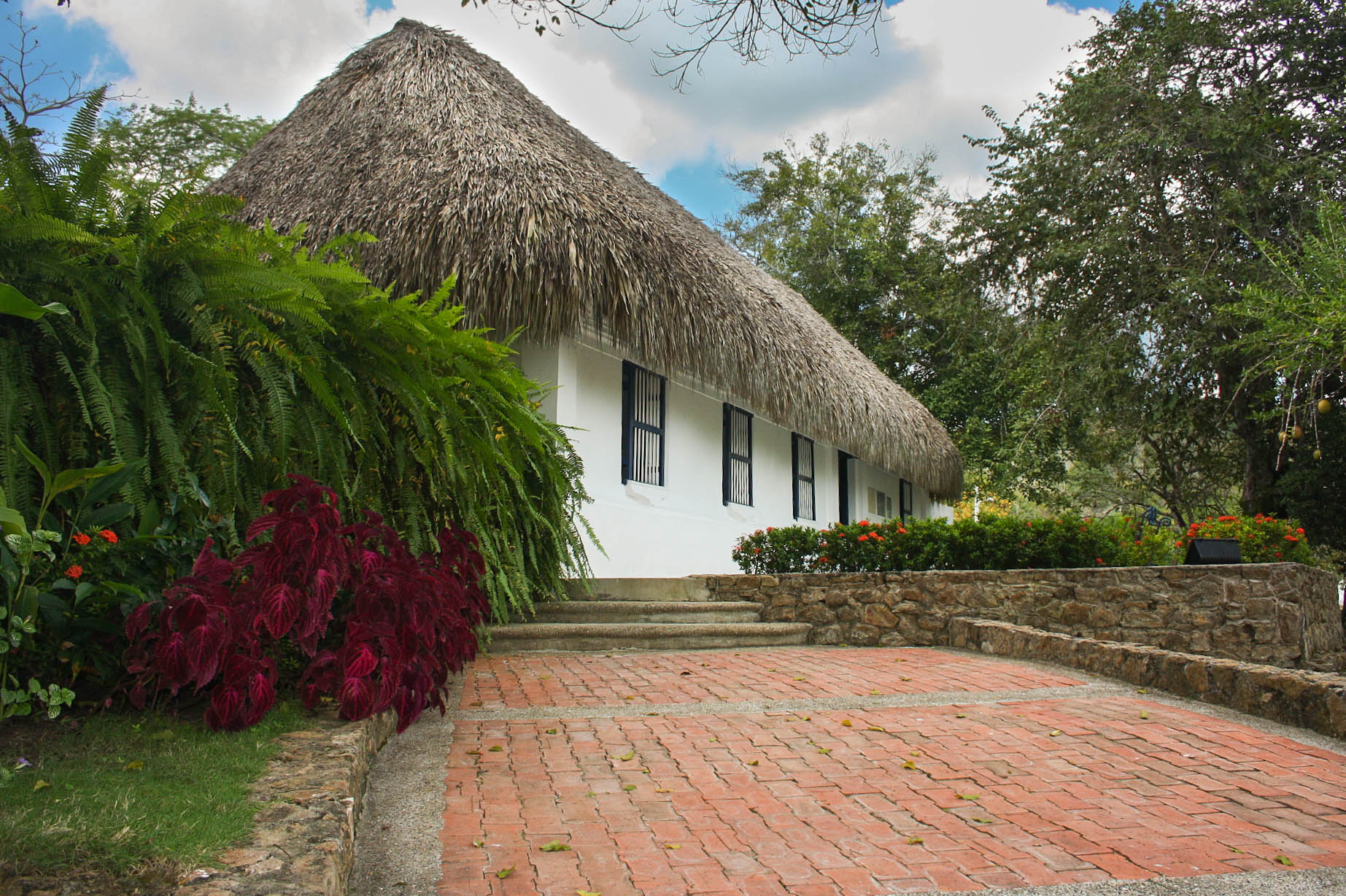
Cette photographie correspond à un monument national de la Colombie